# Caquetá (fiume)
Il Caquetá è un importante fiume dell'Amazzonia brasiliana e colombiana che scorre per una lunghezza di 2.280 km. In Brasile è conosciuto con il nome di Rio Japurá. Nasce tra le montagne della Colombia a soli 10 chilometri ad ovest della sorgente del Magdalena nel Páramo de las Papas.
È affluente del Rio delle Amazzoni.